# Desmodium xylopodium
Desmodium xylopodium är en ärtväxtart som beskrevs av Jesse More Greenman. Desmodium xylopodium ingår i släktet Desmodium och familjen ärtväxter. Inga underarter finns listade i Catalogue of Life.